# Neusiedl an der Zaya
Neusiedl an der Zaya é um município da Áustria localizado no distrito de Gänserndorf, no estado de Baixa Áustria.